# Bitwa pod Stamford Bridge
Bitwa pod Stamford Bridge – starcie zbrojne, które miało miejsce 25 września 1066 roku, w Stamford Bridge około 8 km na wschód od Yorku. Bitwa jest uważana za zamknięcie okresu wikińskich najazdów na Wyspy Brytyjskie.

## Przyczyny konfliktu
5 stycznia 1066 roku zmarł schorowany król Anglii, Edward Wyznawca, a już następnego dnia witany ogłosiły następcą głównego pretendenta do tronu, Harolda Godwinsona. Król Norwegii nie zapomniał, że jako jeden ze spadkobierców Kanuta Wielkiego może również ubiegać się o panowanie nad tym bogatym krajem. Jednym z jego pierwszych kroków, po ostatecznym opanowaniu norweskiego tronu, było wysłanie do Londynu posłów z zapewnieniem o pokojowych zamiarach.
W pierwszych latach panowania nie miał możliwości zająć się Anglią: zbytnio pochłaniała go walka o duńskie domeny z Swenem Estrydsenem, aczkolwiek ekspedycja na zachód jego syna Magnusa w roku 1058 świadczyła, że ambitne plany Haralda nie ostygły. Zimą 1065/1066 mógł wreszcie działać otwarcie, tym bardziej, że z Flandrii, Anglii i Normandii nadchodziły interesujące wieści. Kwestie prawne, co do legalności jego zamiarów, nie miały znaczenia. Zachodziło natomiast pytanie, czy będzie w stanie pokonać konkurentów – Harolda Godwinsona i Wilhelma, księcia Normandii. Harald Hardraada był pewien, że tak. Emisariusze, którzy przybyli do Trondheim w imieniu Tostiga, wygnanego z Anglii brata Harolda, utwierdzili go w tym przekonaniu. Trudno uwierzyć, że w Normandii nie wiedziano o jego przygotowaniach, tym bardziej, że 200 drakkarów zgromadzono w Solund dla jakiegoś określonego celu. Po zawarciu pokoju z Danią celem tym mogła być tylko Anglia.

## Przebieg bitwy

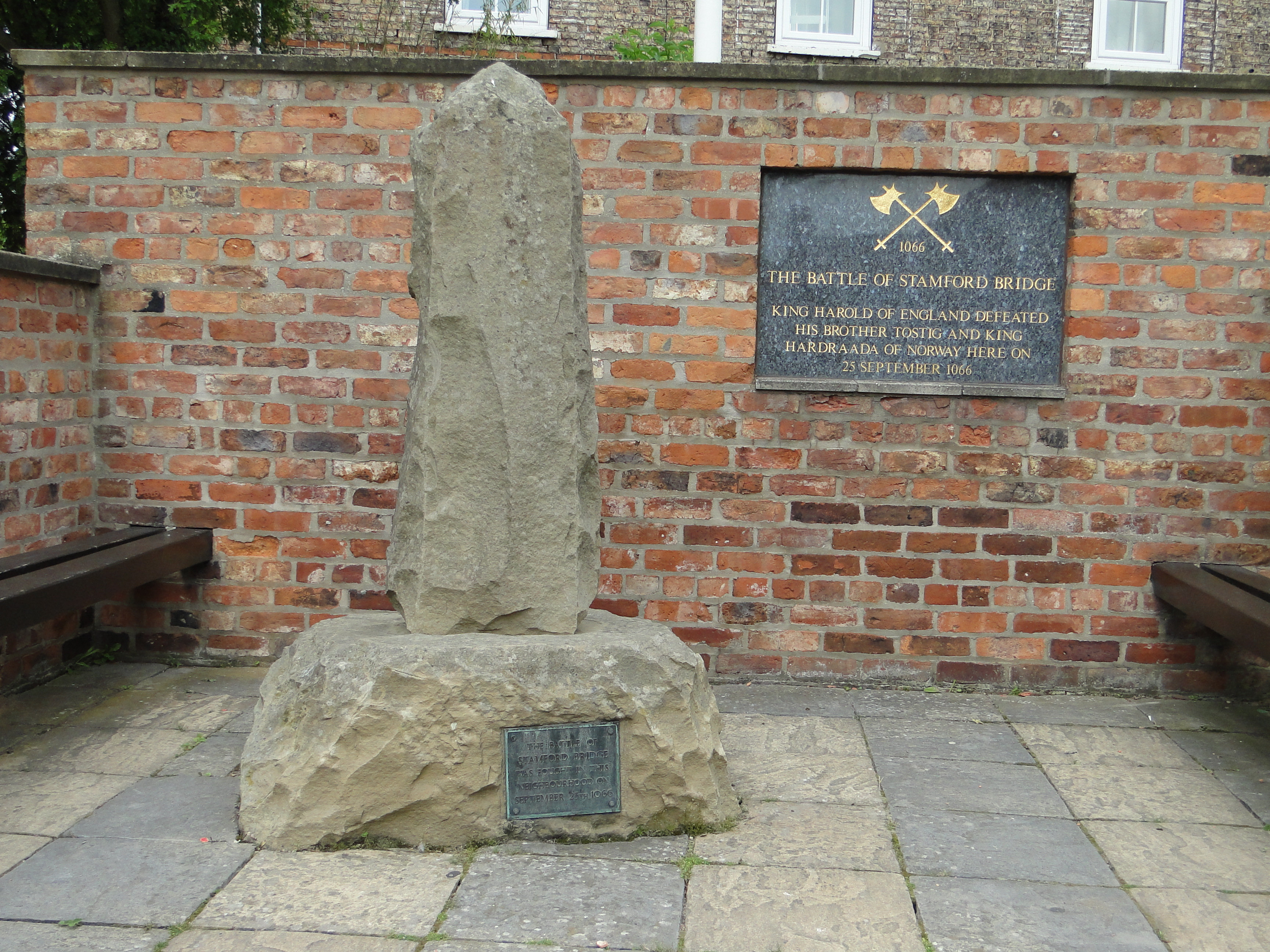
Tablica upamiętniająca bitwę

Gdy wojska Haralda i Tostiga w sile około dziewięciu tysięcy ludzi na 300 drakkarach (wraz z posiłkami z Orkadów) wylądowały w północnej Anglii, król angielski wyruszył im naprzeciw. Zanim wojska anglosaskie wyruszyły z Londynu, Norwegowie wpłynęli do szerokiego estuarium Humber, rzeką Ouse dotarli do Riccall, gdzie utworzyli swój główny obóz, a następnie bez oporu zajęli York i zwyciężyli oddziały Edwina, earla Mercji i Morkara, earla Northumbrii w całodniowym starciu pod Fulford. Bitwa była gwałtowna i kosztowała obie strony wielu zabitych i rannych.  
Szybki marsz Anglosasów zapobiegł dalszym sukcesom najeźdźców. Pojawienie się wojsk Harolda zaskoczyło ich i zmusiło do stoczenia walnej bitwy. Armia angielska posiadała przewagę liczebną: przeciw pięciu tysiącom pozostałych po ostatniej bitwie wikingów stanęło dziewięć-dziesięć tysięcy Anglosasów. Wojska norweskie w bitwie pod Stamford Bridge poniosły druzgocącą klęskę: straciły ponad 3700 zabitych, w tym dowódcę, króla Haralda, który zginął trafiony strzałą w gardło. Spośród trzystu drakkarów, na których przypłynęli Norwegowie, do kraju odpłynęło zaledwie dwadzieścia cztery; na obsadzenie tylko takiej liczby okrętów starczyło zdolnych do żeglugi ludzi. Straty po stronie angielskiej nie są znane, były one jednak niższe niż po stronie norweskiej, gdyż wielu wikingów zostało zabitych przez zwycięzców podczas ucieczki do miejsca cumowania drakkarów w odległym o blisko 20 km Riccall. Kronika anglosaska (wersja IV) tak przedstawiała przebieg wypadków:
Nasz król Harold nadciągnął niespodzianie z wielką armią anglosaską i spotkał się z Norwegami za Yorkiem pod Stamford Bridge, gdzie obie strony walczyły zacięcie przez cały dzień. Harald Hardrada i earl Tostig polegli, a resztki Norwegów rzuciły się do ucieczki ścigane uparcie przez naszych, którzy wielu nieprzyjaciół zabili, nim ci zdołali dotrzeć do ich okrętów, gdzie niektórzy potonęli, inni spłonęli żywcem lub zginęli w jakiś inny sposób, tak że bardzo niewielu przeżyło rzeź. Anglosasi zostali zwycięscy na polu. Wtedy król okazał łaskę Olafowi, synowi króla Norwegów, ich biskupowi, jarlowi Orkadów i wszystkim, którzy zostali jeszcze na okrętach. Oni wówczas zeszli na ląd, do naszego króla i złożyli przysięgę, że na zawsze zachowają pokój i przyjaźń do tej ziemi; wówczas król zezwolił im odpłynąć do domu na dwudziestu czterech okrętach.
Król angielski Harold nie nacieszył się owocami swego zwycięstwa. Zaraz po nim wyruszył przeciw kolejnemu najeźdźcy, który 28 września 1066 roku wylądował na południu kraju – Normanom francuskim pod wodzą Wilhelma Zdobywcy – i niespełna 3 tygodnie później, 14 października 1066 roku, zginął w przegranej bitwie pod Hastings.